# Fundulea
Fundulea es una ciudad con estatus de oraș de Rumania en el distrito de Călărași.

## Geografía
Se encuentra a una altitud de 65 m s. n. m. a 38 km de la capital, Bucarest.
Aparece por primera vez como Fondele en el Mapa de los Principados de Moldavia y Valaquia de 1774, de Jacob Friedrich Schmidt. 
La primera mención documental es de 1778 en Memorias históricas y geográficas sobre Valaquia publicadas en Leipzig por el general Bauer: Fundule petit village sur le ruisseau de Katora, página 145.

## Demografía
Según estimación 2012 contaba con una población de 6 509 habitantes.
| 1948 | 1956 | 1966 | 1977 | 1992  | 2002  | 2012  |
| s/d  | s/d  | s/d  | s/d  | 6 728 | 6 691 | 6 509 |